# 임득의
임득의(林得義, 1558년~1612년)는 조선의 무신이다. 본관은 평택(平澤)이며, 자는 자방(子房)이다. 1596년에 일어난 이몽학(李夢鶴)의 반란을 평정한 공으로 1604년 청난공신(淸難功臣) 3등에 책록되었고, 충청수우후(忠淸水虞侯)와 경상우도병마절도사를 역임했다.

## 같이 보기
- 홍성 임득의 장군 묘
- 정충사
- 임득의 초상